# Porcellionides glaber
Porcellionides glaber là một loài chân đều trong họ Porcellionidae. Loài này được Koch miêu tả khoa học năm 1856.